# فینال جام اتحادیه فوتبال انگلستان ۱۹۷۹
فینال جام اتحادیه فوتبال انگلستان ۱۹۷۹، رقابت پایانی جام اتحادیه فوتبال انگلستان در سال ۱۹۷۹ میلادی است که مابین دو تیم باشگاه فوتبال ناتینگهام فارست و باشگاه فوتبال ساوت‌همپتون در ورزشگاه ومبلی لندن برگزار شده‌است.
این مسابقه که در تاریخ ۱۷ مارس ۱۹۷۹ انجام شده‌است با نتیجه ۳ بر ۲ به سود تیم باشگاه فوتبال ناتینگهام فارست به پایان رسید.